# Mobilier liturgique

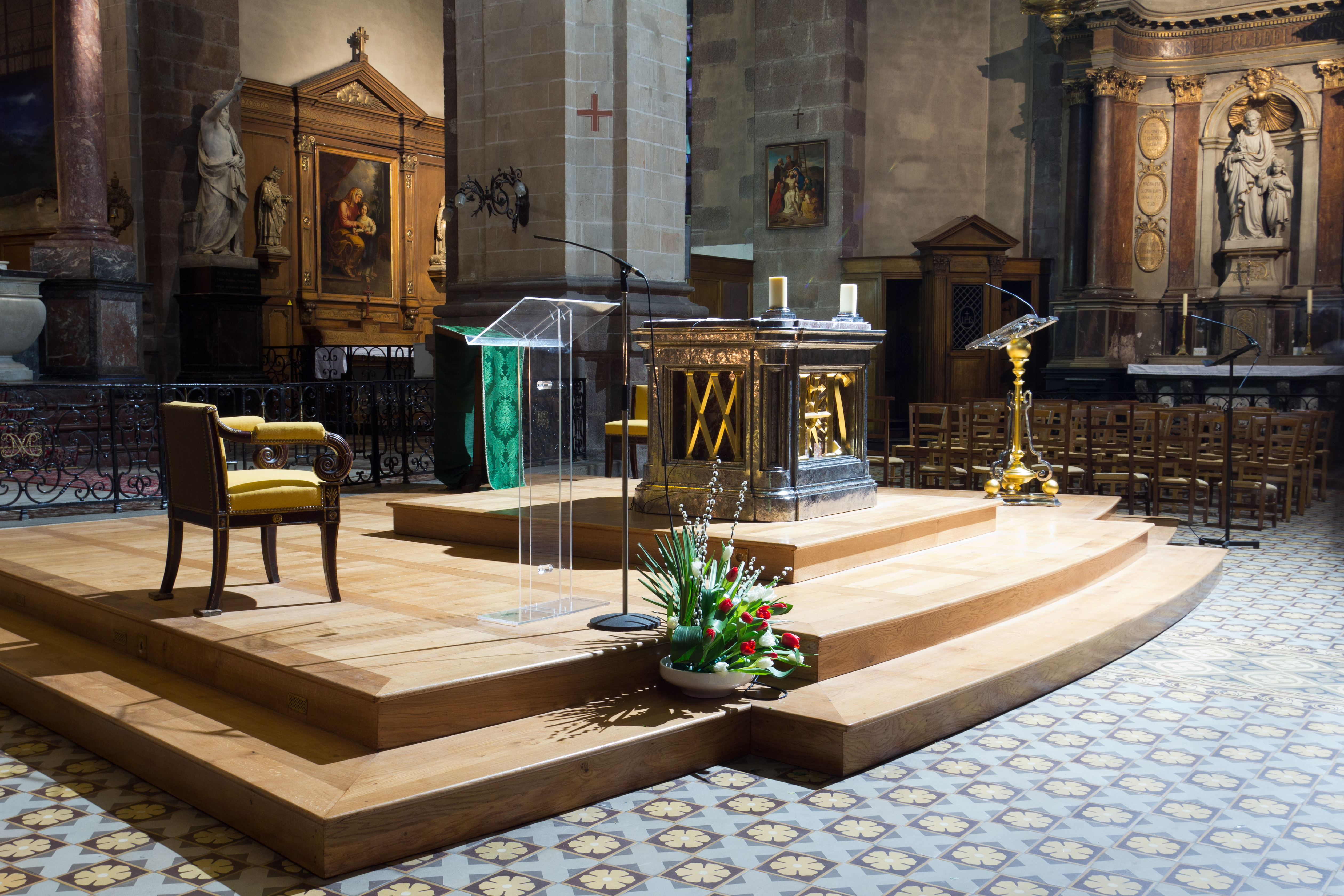
De gauche à droite au premier plan : siège de présidence, lutrin, autel et ambon (chœur de la basilique Saint-Sauveur de Rennes).

Le mobilier liturgique est l'ensemble du mobilier utile ou nécessaire à la célébration de la liturgie, et plus généralement à la célébration des sacrements et cérémonies religieuses.
Il comprend en particulier les autels ou les confessionnaux, mais également des armoires abritant des objets liés à la liturgie ou des objets quotidiens s'ils sont destinées à la prière, que ce soit par la possibilité de s'agenouiller, comme une chaise prie-Dieu ou de paraître debout en étant assis, comme un tabouret de chantre, celui-ci disparaissant alors aux regards dans les plis de l'aube.

## Liturgie catholique

### Sièges

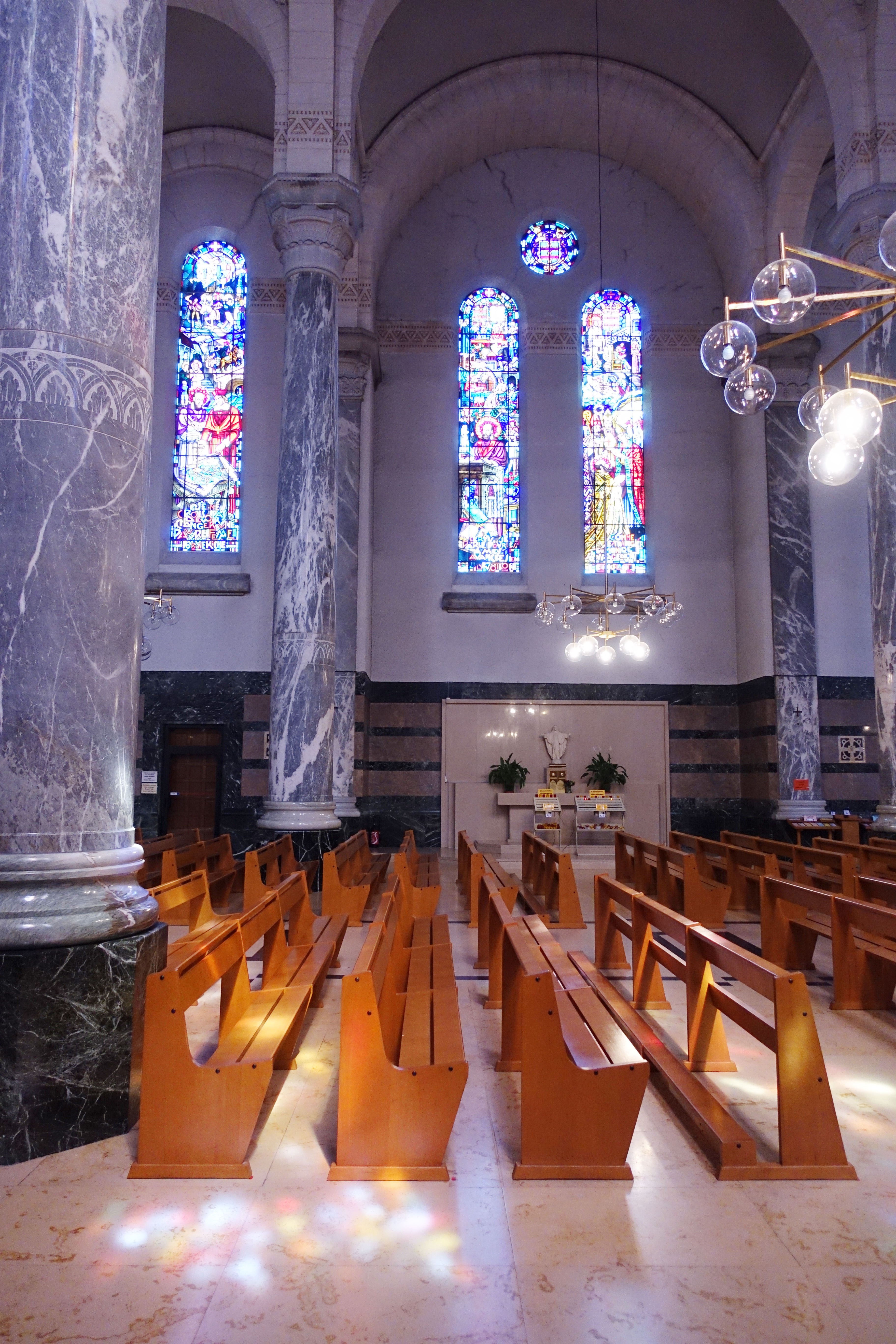
Bancs de la basilique de la Visitation d'Annecy.

Les sièges utilisés au cours des diverses célébrations liturgiques ont chacun une forme et une destination bien déterminées.
- Assises des fidèles

Au Moyen Âge, les fidèles assistent debout et à genoux aux offices de la paroisse. À partir du XVIe siècle, dans le cadre de la Contre-Réforme et du développement de longs prêches (les protestants plaçant dans leurs temples des bancs séparés par des cloisons à hauteur d’appui destinés aux fidèles), sont mis à la disposition, selon un ordre fixé par le coutumier, des bancs ou chaises en bois loués au fermier adjudicataire de la « ferme des chaises » ou au marguillier, les prix fixes (majorés lors de messes solennelles) étant perçus par le chaisier ou la chaisière. Les bancs et chaises deviennent progressivement fixes tandis que le produit de leur location ou adjudication constituent la ressource principale des fabriques. Elles n'adoptent la disposition actuelle dans les églises (alignement de nombreuses rangées de sièges tout le long de la nef et des bas-côtés) qu'au XIXe siècle et continuent de refléter une hiérarchie sociale jusqu'au début du XXe siècle, les premiers rangs étant occupés par ceux qui ont loué leur place, avec leur nom inscrit sur des plaques de cuivre.
- Banc d'œuvre

- Banquette

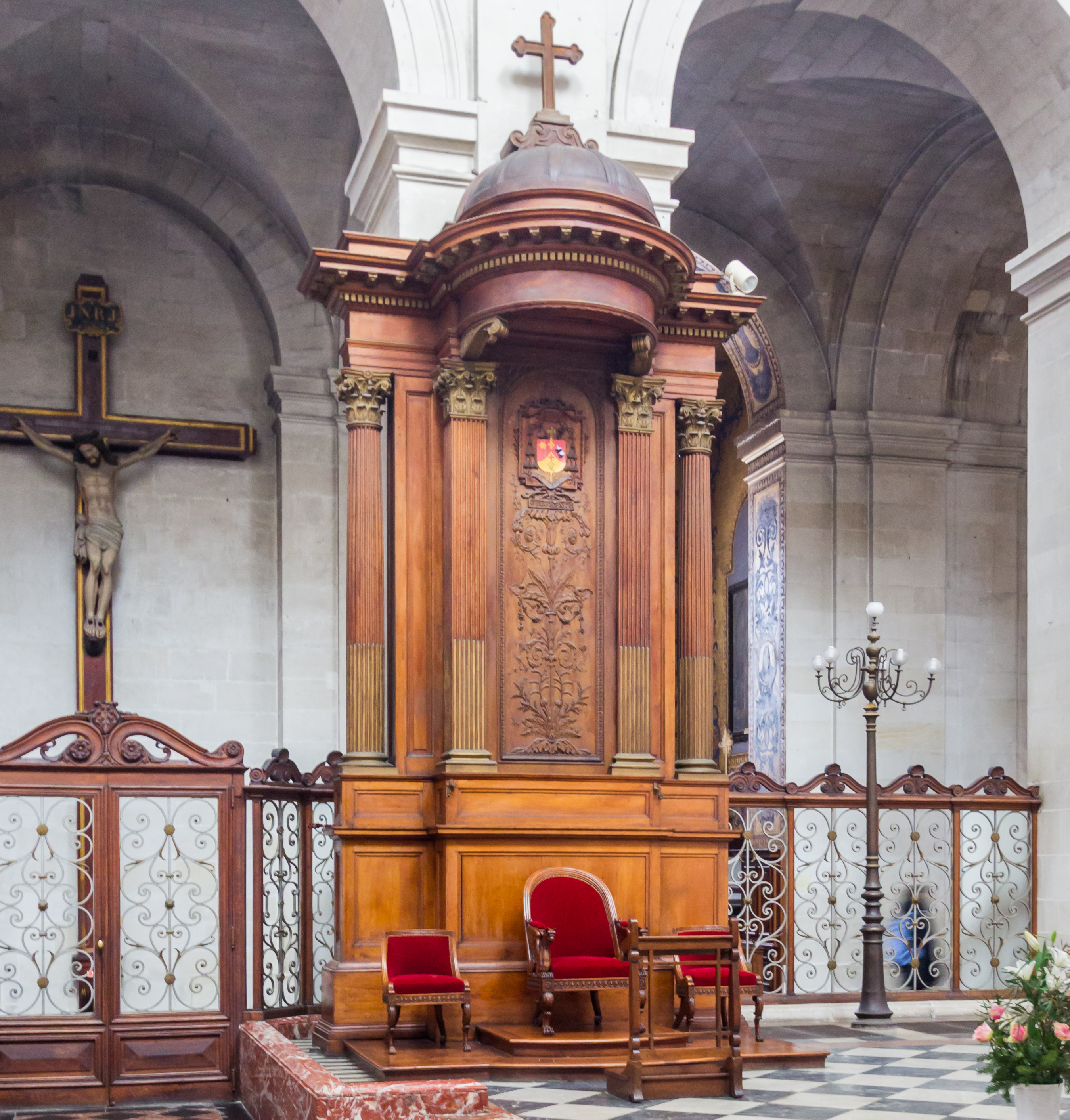
Cathèdre de l'évêque de La Rochelle et Saintes à la cathédrale Saint-Louis de La Rochelle.

La banquette est un siège allongé sans dossier et sans accoudoir, sur lequel s'assoit le célébrant.
- Cathèdre

Dans une cathédrale, siège de l'évêque. C'est un fauteuil fixe à haut dossier généralement placé sur trois degrés et primitivement sous baldaquin. L'usage du baldaquin a été supprimé par l'Instruction Pontificalis ritus du 21 juin 1968.
- Chaire

À l'origine, le siège d'un évêque dans son église, puis tribune utilisée lors des homélies. La chaire désigne maintenant la tribune du prédicateur placée en hauteur dans la nef. Destinée à faciliter l'audition, elle n'est généralement plus utilisée et remplacée par l'Ambon.
- Faldistoire

Siège mobile dont l'évêque use en absence de trône. Ce siège sans dossier est pliant. Il est garni de housse et de coussins de la couleur du jour, lorsque le pontife est paré.
- Miséricorde

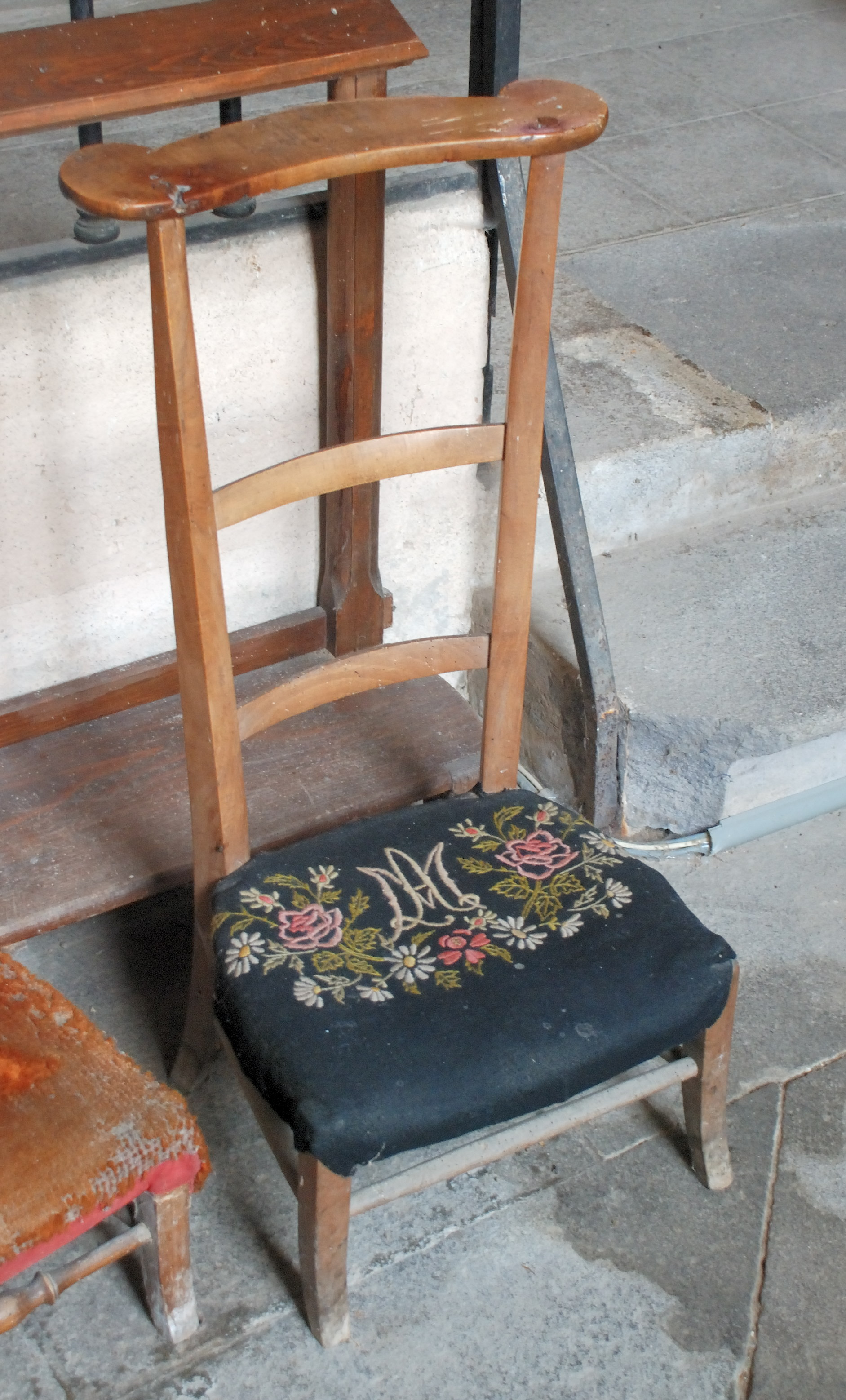
Agenouilloir, église Saint-Loup, Sermentizon.

Petit strapontin fixé sous les sièges des stalles de chœur permettant au clergé de se reposer tout en restant debout pendant les longs offices d'antan.
- Prie-Dieu

Un prie-Dieu est une chaise qui dispose d'une assise sur deux étages, la première pouvant être relevable pour s'agenouiller. L'assise inférieure sert à poser les genoux, et le dossier sert à appuyer les coudes. Les deux assises sont le plus souvent paillées. Éventuellement, il n'y a pas d'assise supérieure. Si l'assise est rembourrée, on parlera plutôt d'agenouilloirs, encore que ce terme soit originellement réservé aux prie-Dieu des prélats. Il est habillé d'une étoffe verte pour un évêque, rouge pour un cardinal et violette pour les deux, les jours de pénitence.
- Siège de présidence

Il ne peut être occupé que par le prêtre célébrant qui « agit au nom du Christ pour les catholiques ».
L’Institutio Generalis Missalis Romani de 1969 insiste sur l'apparence du siège, qui « doit exprimer la fonction de celui qui préside l'assemblée », être bien visible, tourné vers les fidèles et « éviter toute apparence de trône »[réf. souhaitée].
- Stalles

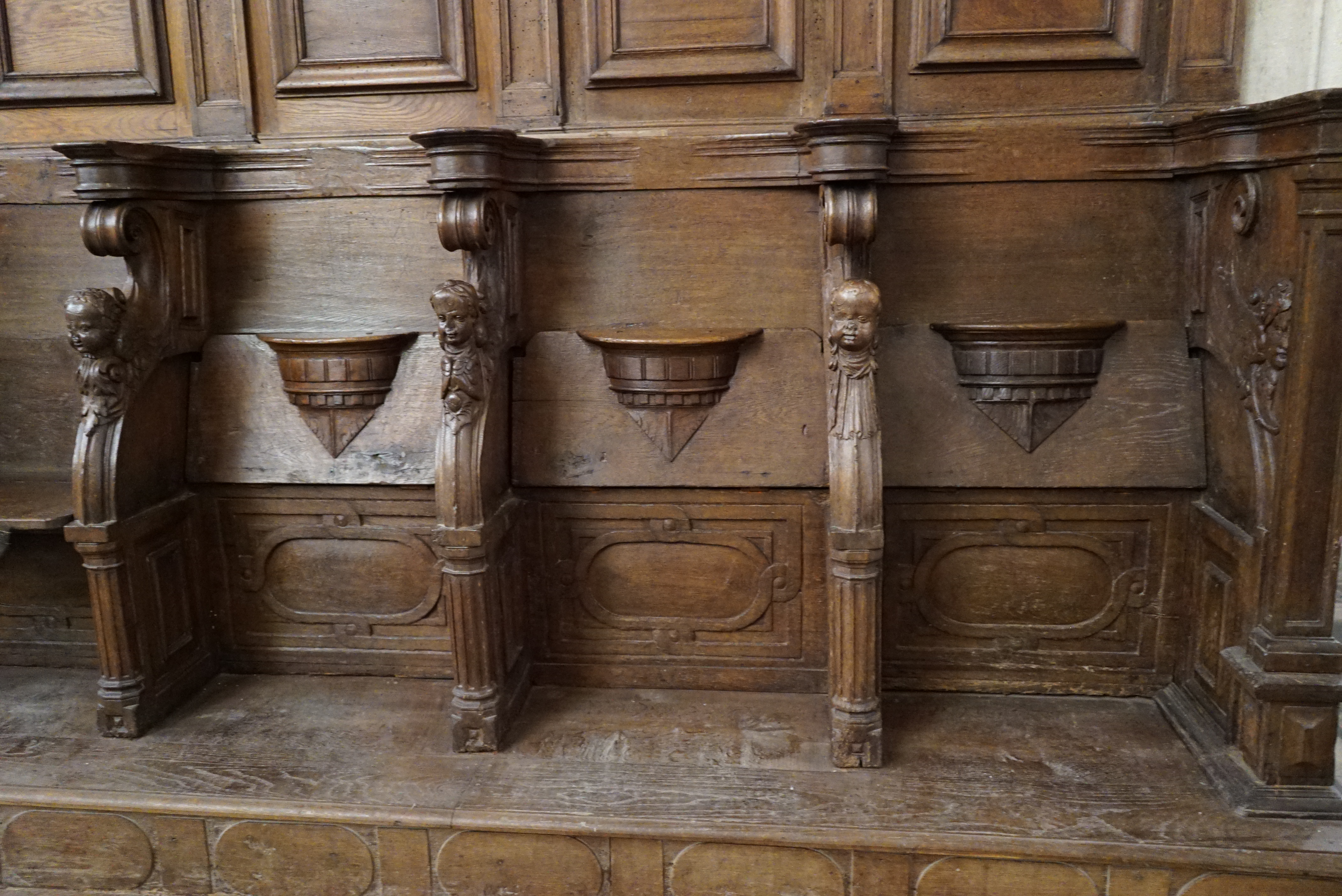
Stalles du chœur de l'église Saint-Michel de Saint-Mihiel, Meuse.

Les stalles sont les sièges en bois qui se trouvent des deux côtés du chœur d'une église et qui sont réservés aux membres du clergé.
- Tabourets de chantre

Un tabouret de chantre est destiné à un chantre. Il est parfois couvert de velours, et fixé sur une plate-forme. L'ensemble est conçu de telle sorte que le chantre paraisse debout même quand il est assis, et en tout cas d'être surélevé pour être vu afin de diriger le chœur.
- Tabourets de célébrant

Les tabourets de célébrant désignent le tabouret du prêtre, mais aussi un tabouret destiné à accueillir le compère ou cocélébrant. Cela peut être un seul meuble composé de trois places, ou trois sièges côte à côte. Le tout est parfois sculpté.

### Tables et pupitres
- Autel

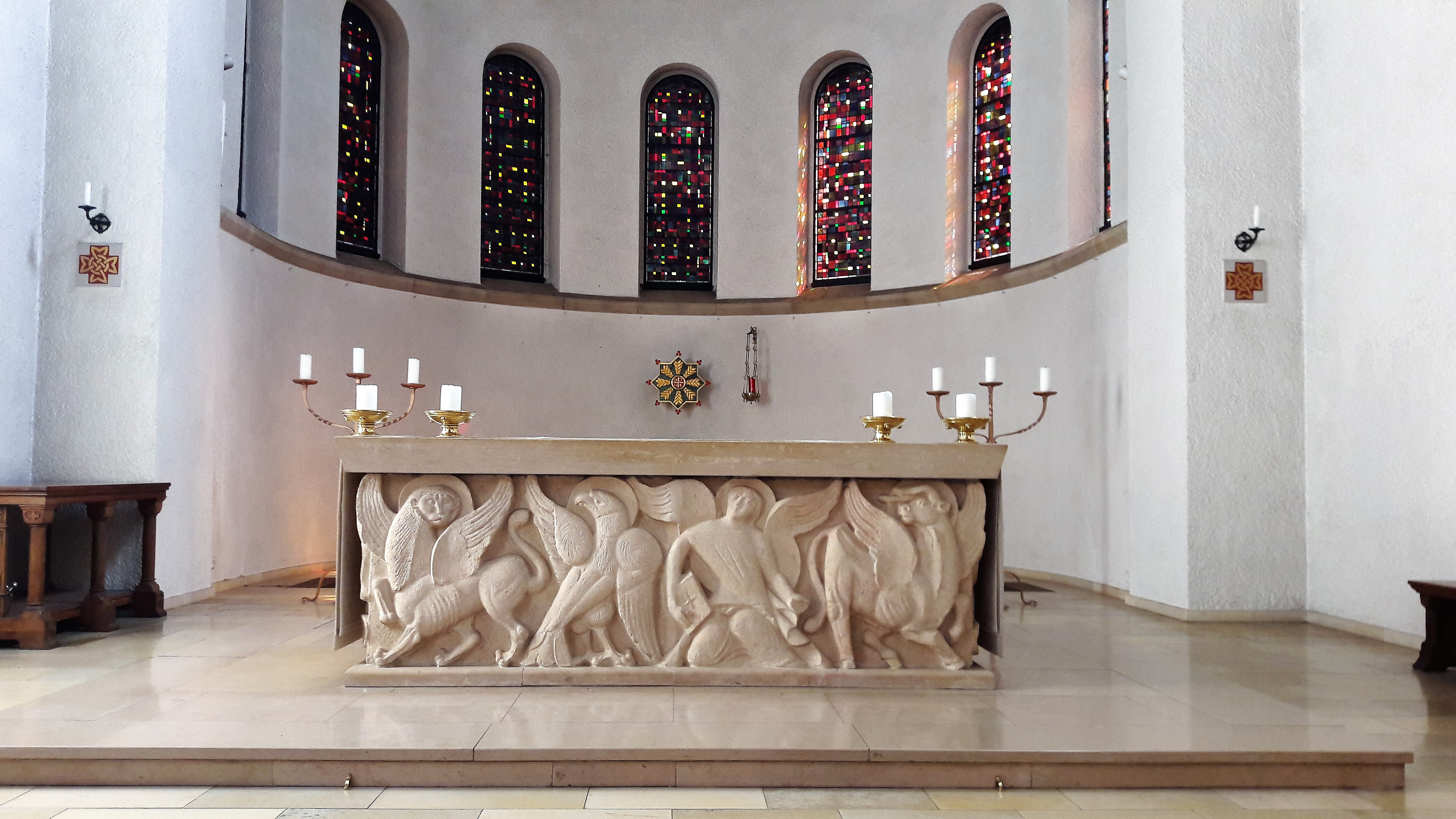
Autel tétramorphe de l'église de l'abbaye de Clervaux au Luxembourg.

Table située dans le chœur de l'église et sur laquelle est célébrée l'Eucharistie, commémorant le repas (Cène) du Jeudi Saint. Désigné aussi comme table de l’Eucharistie, il est le point central de l’édifice pour les catholiques. L'usage de l'autel de pierre remonte au VIe siècle. L'autel est consacré par l'évêque au cours de la dédicace.
- Ambon

Comme meuble, pupitre dans le chœur d'une église à partir duquel est proclamée la Parole de Dieu (Évangile, lecture de l'Ancien et du Nouveau Testament). L’homélie, un commentaire de ces textes, y est également prononcée. Les catholiques le désigne aussi comme table de la Parole.
- Crédence

Dans la liturgie, la crédence est une table ou une niche où sont disposés : calices, patènes et ciboires, avec les hosties, le vin et l’eau nécessaires au repas sacrificiel de l’Eucharistie ; des livres, des cierges et d’autres éléments prévus pour les rites, s’y ajoutent ordinairement. Tout cela est porté à l’autel en temps voulu.
- Lutrin

Pupitre situé dans le chœur sur lequel est posé l'évangéliaire de manière à être visible de l'assemblée.

### Ornements du chœur
- Chaire

Tribune à l'intérieur d'où le prédicateur s'exprime.
- Cierge pascal

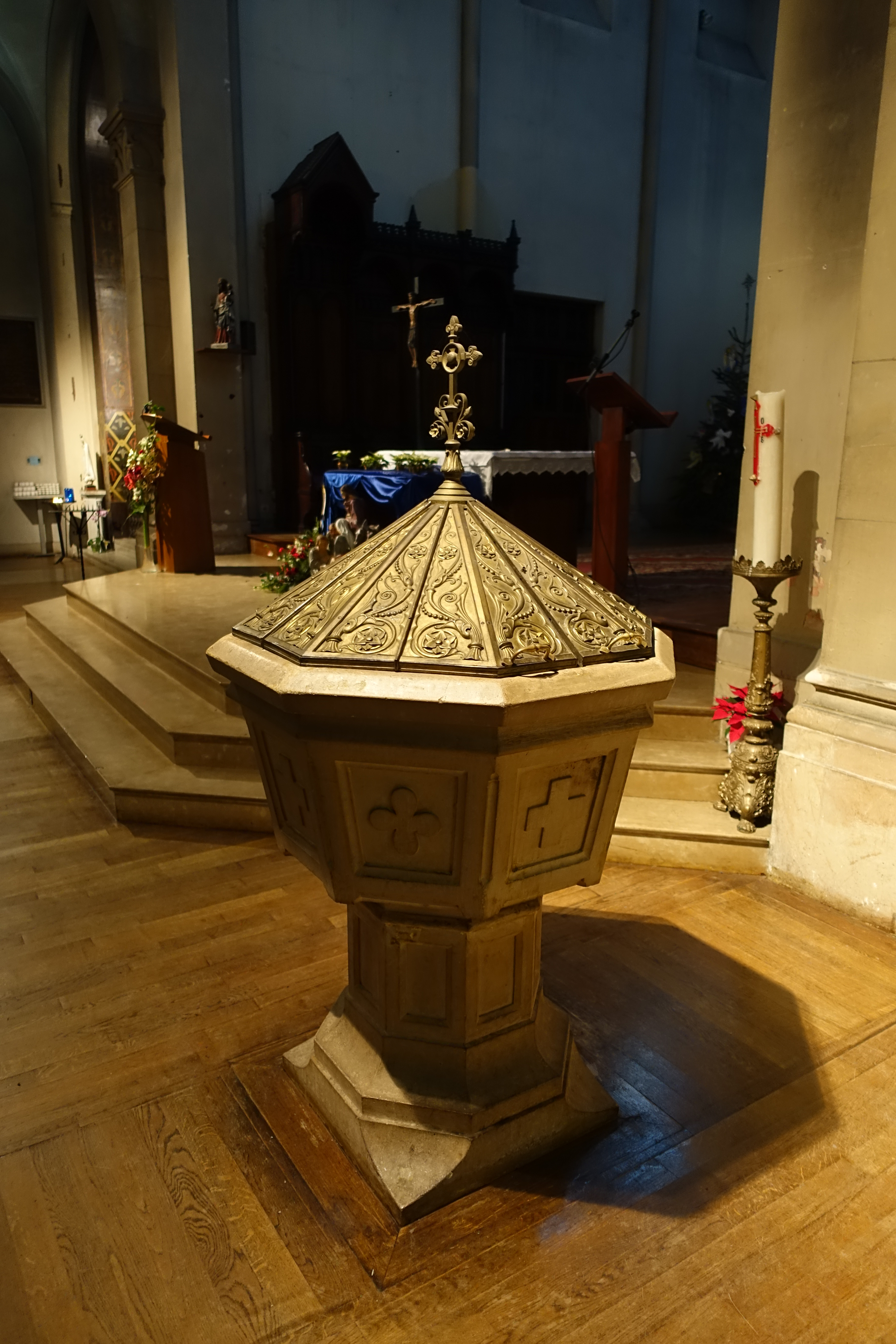
Fonts baptismaux, église Saint-François de Sales, Paris.

Grand cierge allumé au cours de la Vigile pascale, placé à côté de l'autel et qui rappelle, tout au long de l'année, la lumière de Pâques.
- Crucifix

Représentation du Christ en croix, situé généralement derrière l'autel.
- Fonts baptismaux

Vasque contenant l'eau avec laquelle est célébré le baptême. Les fonts baptismaux, anciennement situés au fond de l'église (ou à l'extérieur dans des baptistères), sont maintenant souvent situés à proximité du chœur.
- Lampe du Saint-Sacrement

C'était à l'origine une lampe à huile, allumée en permanence pour marquer la présence du Saint Sacrement dans le tabernacle. À l'époque moderne, la lampe est électrifiée et comporte un verre rouge.
- Nappes d'autel

Nappes, normalement au nombre de trois, recouvrant l'autel. L'usage de la nappe posée sur l'autel remonte à l'antiquité chrétienne. Elles sont en toile de lin ou de chanvre, de couleur blanche, à l'exclusion de toute autre couleur. L'étoffe peut être damassée et les bords garnis de dentelles, de même couleur. L'Ordo missae de 1969 n'exige qu'une nappe.
- Maître-autel

Autel principal situé dans le chœur d'une église par opposition aux autels secondaires situés dans les chapelles latérales.
- Pierre d'autel

Pierre placée sous la table de l'autel et dans laquelle sont scellées des reliques.
- Retable

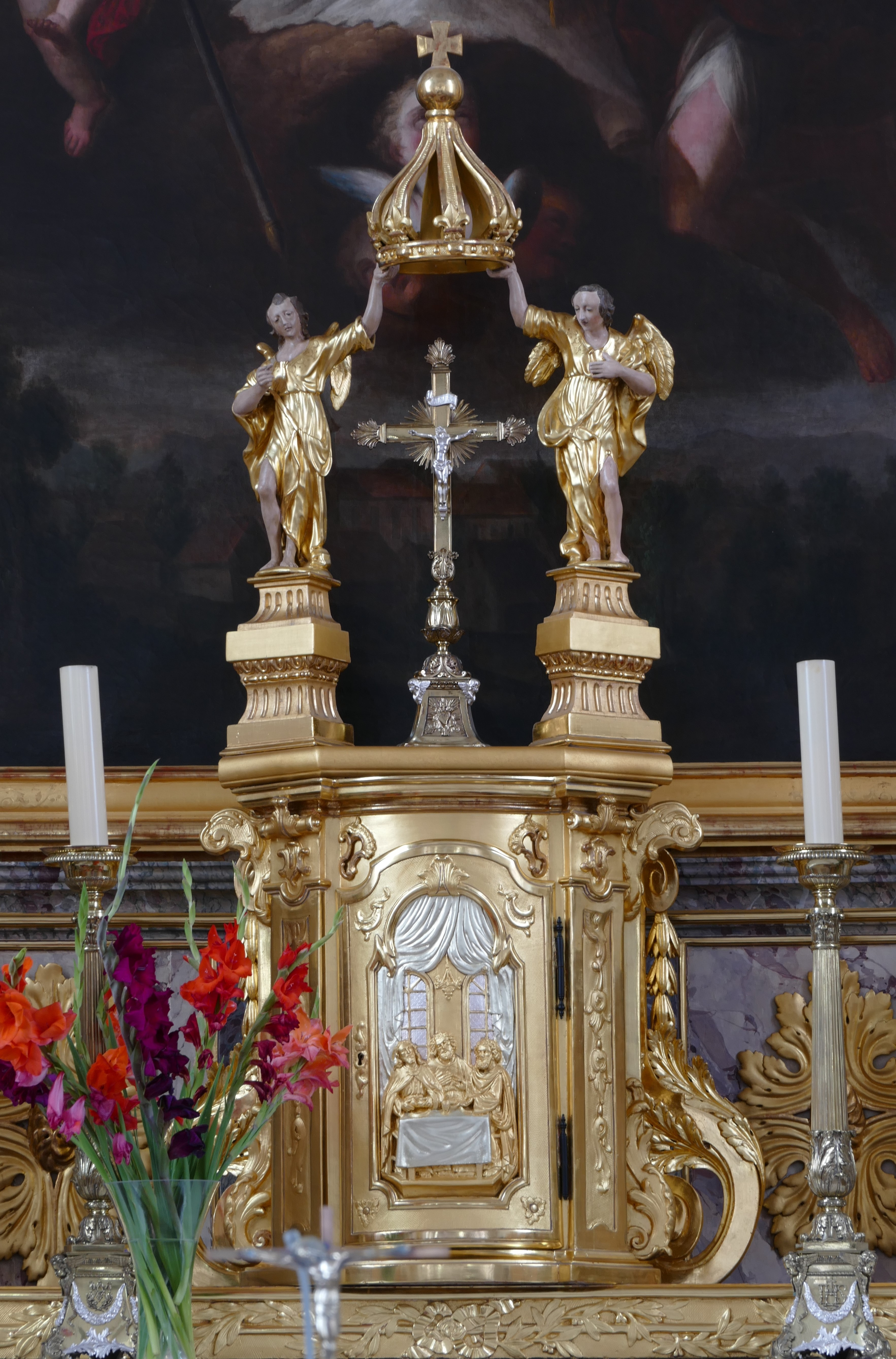
Tabernacle, église Saint-Blaise de Dahlenheim (XVIII, classé).

Grand tableau de bois à motifs sculptés ou peints, ou de pierre situé sur l'autel, reposant sur l'arrière de celui-ci. Il peut être également un tableau sur toile placé au même endroit.
- Tabernacle

Coffret où est conservé le Saint Sacrement à côté duquel brille une lumière rouge. Le tabernacle a fait son apparition au XVIe siècle, succédant aux suspensions eucharistiques (colombes et pyxides). Il est placé au milieu de l'autel où il est scellé. Sa présence est obligatoire dans les cathédrales et les églises paroissiales. Il doit être entièrement fermé de tous côtés, avec une porte munie d'une clef. Depuis la promulgation de l'Ordo missae de 1969, le tabernacle peut être de nouveau détaché de l'autel pour être encastré dans le mur du chœur.
L'article 938 du code de droit Canon précise que « §2 Le tabernacle dans lequel la très sainte Eucharistie est conservée sera placé en un endroit de l'église ou de l'oratoire remarquable, visible, convenablement décoré et adapté à la prière. §3 Le tabernacle dans lequel la très sainte Eucharistie est habituellement conservée sera inamovible, fait d'un matériau solide non transparent et fermé de telle sorte que soit évité au maximum tout risque de profanation ».

### Ornements de la nef
- Chemin de croix

Ensemble de quatorze stations, matérialisées par des tableaux, vitraux ou tout autre symbole rappelant les dernières heures du Christ, de sa condamnation à mort à sa mise au tombeau.
- Confessionnal

Un confessionnal désigne un isoloir clos, disposé sous forme décorative dans les églises catholiques afin que le confesseur, un prêtre, y entende derrière un grillage le pénitent à confesse.

Autre mobilier liturgique
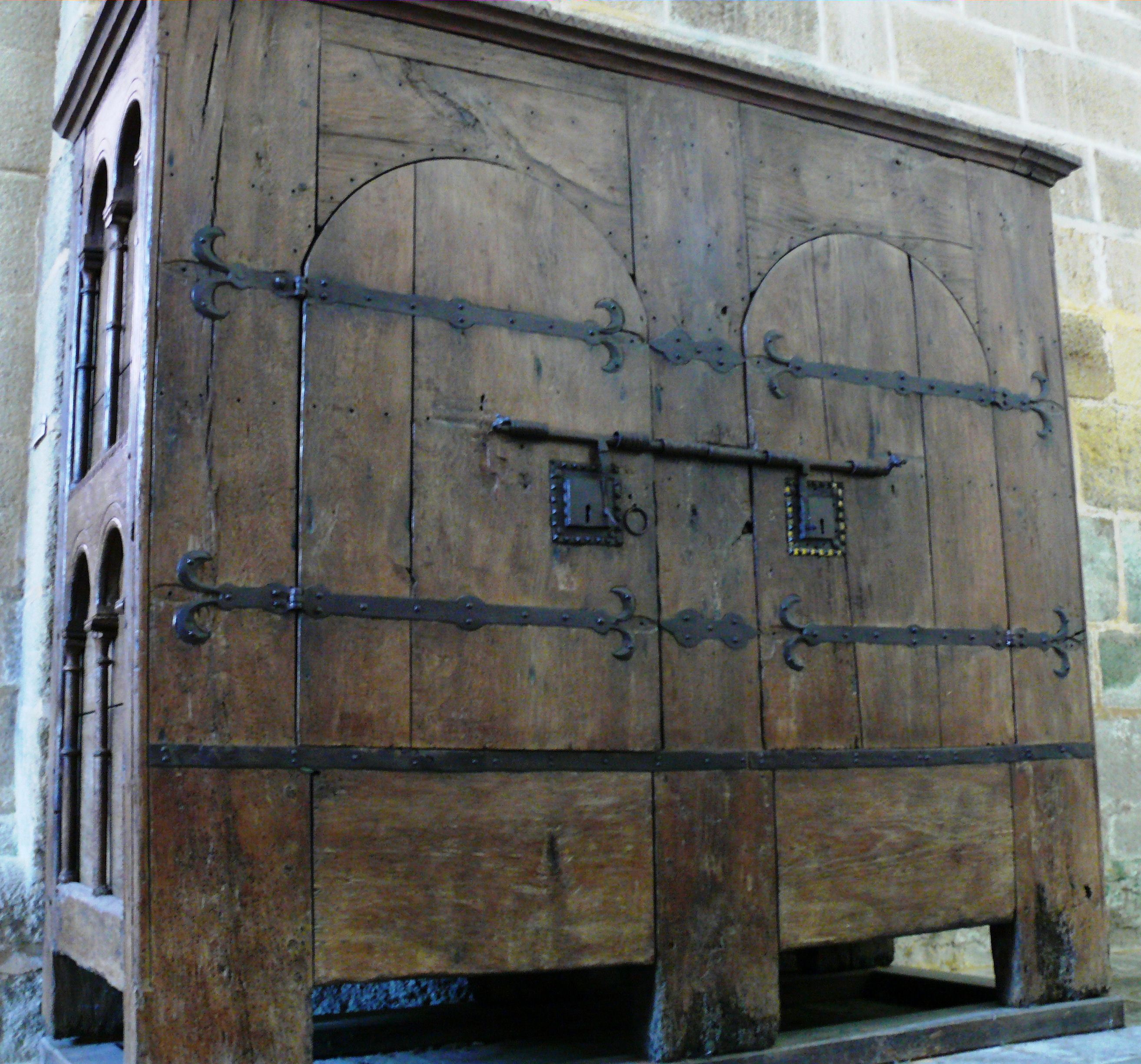
Armoire d'Aubazine à serrures et pentures de fer forgé, la plus ancienne « armoire liturgique » (Conditiora) de France (probablement début XIIIe siècle).
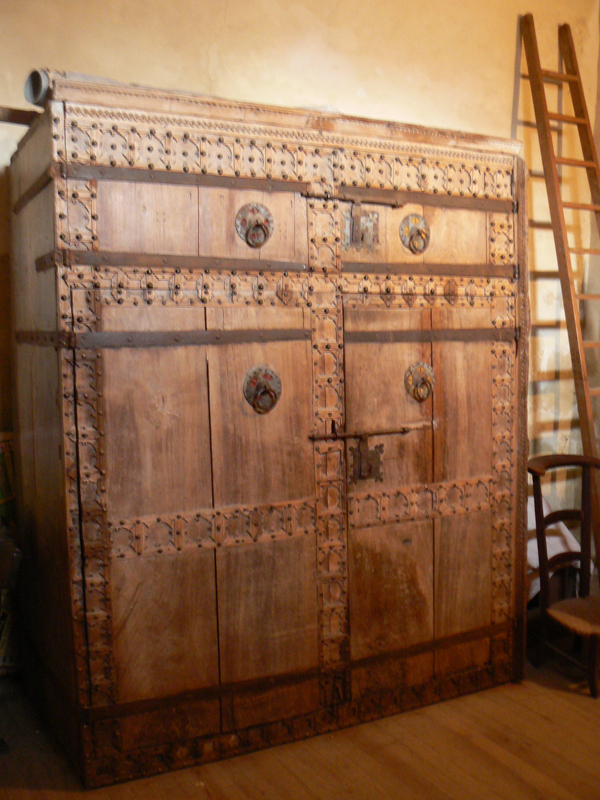
Armoire datée du XIVe siècle, aujourd'hui utilisée dans la sacristie de l'église Sainte-Marie de Corneilla-de-Conflent.
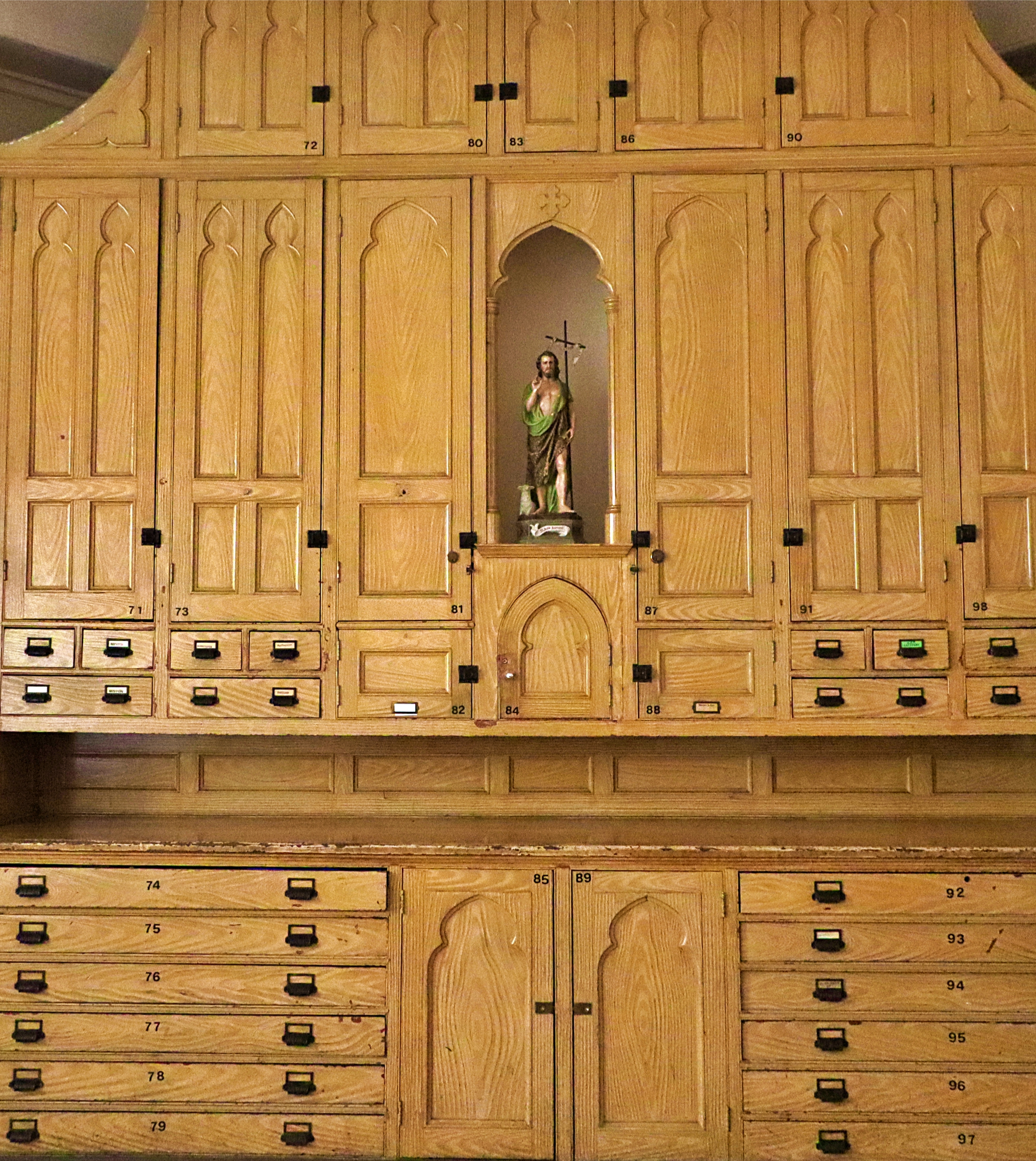
Vestiaire de sacristie de l'église Saint-Édouard de Montréal.